# 杭州奥林匹克体育中心
杭州奥林匹克体育中心（英語：Hangzhou Olympic Sports Center），位于浙江省杭州市滨江区杭州奥体博览城内，坐落于钱塘江南岸，由体育场“大莲花” 、体育馆/游泳馆“化蝶”、网球中心“小莲花” 、综合训练馆“玉琮” 等组成，是中国国内最大的系列体育场馆之一，其中主体育场拥有观众固定坐席80800个，规模为全国第三，是2022年杭州亚运会的主会场。

## 历史
2006年，杭州市政府提出体育设施专项规划，为申办举行全国性综合性运动会，有意建设达到国内一流、世界水平、用地规模为100万平方米左右的杭州奥林匹克体育中心，使杭州成为继北京、广州、济南后第四个拥有两座甲级综合性体育中心的城市。规划部门提出了位于下沙、滨江、萧山等5个备选方案，其中下沙地块方案、滨江地块方案被列为推选方案。2008年6月，备选的五个设计方案亮相浙江展览馆，并邀请了市民参与投票。2009年，项目所在地滨江区七甲闸村拆迁。
2009年12月26日，杭州奥体中心主体育场奠基，2010年12月，正式进入全面施工阶段。2018年1月26日，主体育馆、游泳馆、综合训练馆开工。2019年，杭州奥体中心体育场竣工并投入使用。2019年8月10日，主体育场举行落成后的首场演唱会——王力宏“龙的传人2060”世界巡回演唱会杭州站。2021年4月5日，主体育馆、游泳馆、综合训练馆项目正式通过竣工验收。2021年7月，主体育场举办首场全国性赛事“韵味杭州”2021田径邀请赛。2021年10月，阿里巴巴集团旗下的阿里体育宣布获得包括杭州奥体中心主体育场、网球中心在内的杭州奥体中心滨江区块15年运营管理权。

## 场馆

### 主体育场
又称“大莲花”，占地面积430亩，总建筑面积22.9万平方米，穹顶由28片大花瓣和27片小花瓣组成，花瓣之间空隙镶嵌透明的聚碳酸酯板，其造型取意于杭州丝绸纹理与纺织体系，而建筑体态的灵感则源于钱塘江水的动态。80800座的场馆座席规模，在全国仅次于国家体育场和广东奥林匹克体育中心体育场。主体育场内还建有杭州市群众文化活动中心、杭州非物质文化遗产保护中心、浙江省印学博物馆等“一馆两中心”。

### 主体育馆和游泳馆
主体育馆和游泳馆又称“化蝶”双馆，为连体式建筑，占地22.79公顷，外壳用了2.5万吨钢材，由2万多个钢构构成，每个钢构都是用3D打印技术制作。靠近钱塘江一侧是游泳馆，高35米，靠近城区一侧为主体育馆，高45米。主体育馆固定座位15000个，活动座位3000个，可作为大型活动及冰球、篮球等比赛场地。游泳馆约6000座，设有比赛池、跳水池、热身池、儿童池和亲子池。

### 网球中心
由一个10000座的加盖网球决赛场馆、两个2000座的半决赛场、八片预赛场、十片练习场地和四片室内场地组成。决赛馆“小莲花”采取空间管桁架钢结构，穹顶由24片固定花瓣、8片旋转花瓣组成，顶部屋盖可根据天气情况在15分钟内旋转开启，内设1万多个座位，是国内最大的单体网球场馆之一。

### 综合训练馆
综合训练馆是以全民健身和配套服务为主，集体育、休闲、商业、娱乐为一体的大型体育建筑综合体，建筑外形以良渚文化的玉器代表玉琮为设计理念，每层层高达到12.6米左右，总建筑面积在18万平方米以上。

## 奖项
- 第十一届“中国钢结构金奖”- 杭州奥林匹克体育中心主体育场钢结构工程
- 第十四届“中国钢结构金奖”- 杭州市奥体中心网球中心决赛馆
- 2020~2021年度中国建设工程鲁班奖（国家优质工程）- 杭州奥林匹克体育中心主体育场[11]